# Staré Hrady

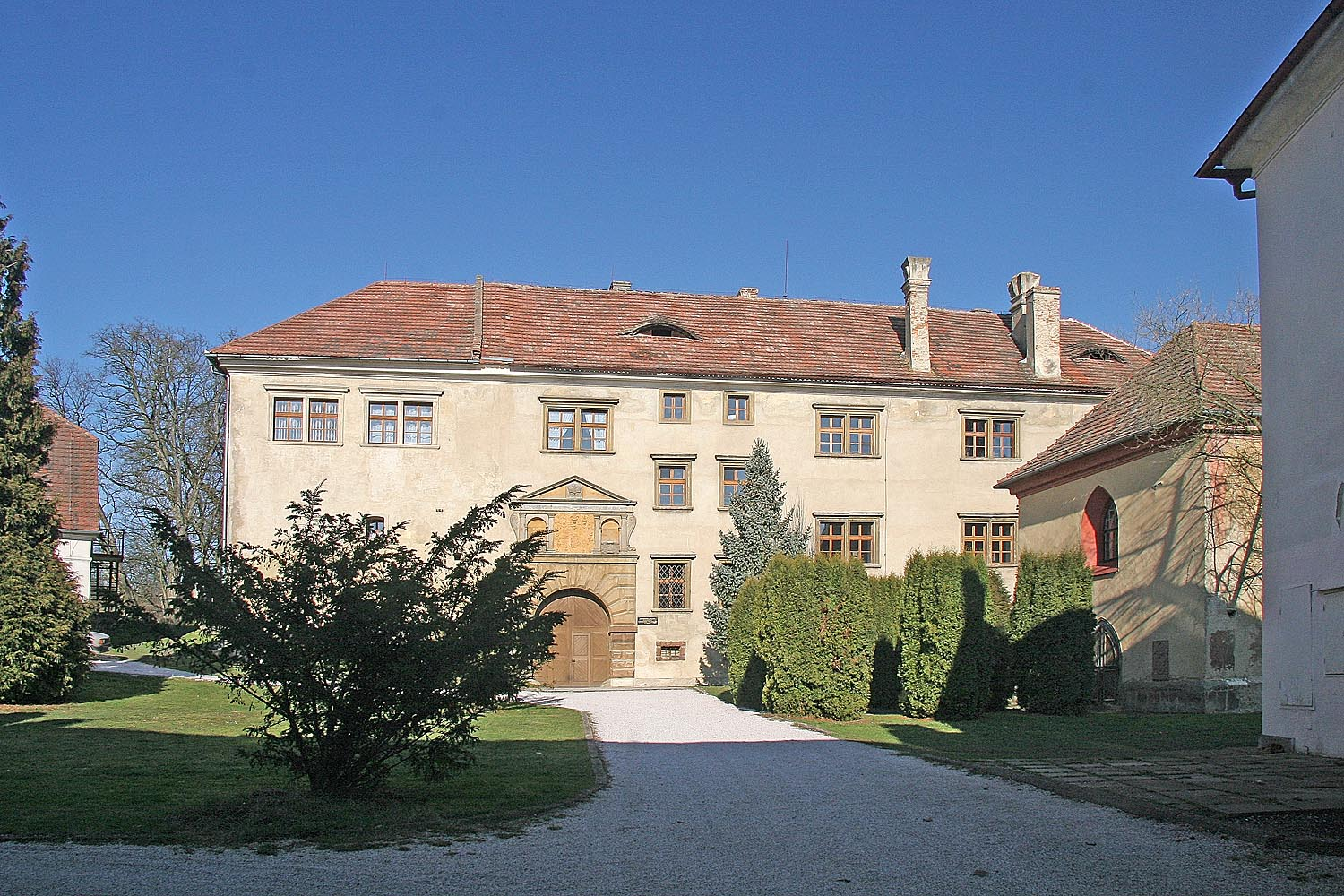
Schloss Staré Hrady

Staré Hrady (deutsch Altenburg) ist eine Gemeinde in Tschechien. Sie liegt zwölf Kilometer südwestlich der Kreisstadt Jičín bei Libáň.

## Geschichte
Stará wurde vermutlich im 13. Jahrhundert gegründet. Erster namentlich bekannter Besitzer war Arnestus “de Hostine” (Arnošt z Hostiné). Er erwarb um 1332 das Kastell in Stará, wo er 1340 sein Testament verfasste, das von den benachbarten Vladiken Vok z Kopidlna, Sipa z Nemojčevsi, Bohuňek z Lopuče, Buzek z Markvartic und Zdešek z Stŕevač bezeugt wurde. Nach seinem Tod 1342 wurde Stará Witwengut der Adlička „de Stara.“ Der älteste Sohn, der spätere Erzbischof Ernst von Pardubitz, der das Prädikat „de Stara“ niemals benutzte, wurde Vormund über seine jüngeren Brüder Bohuslav, Smil und Wilhelm. Wilhelms Sohn Smil Flaška von Pardubitz verkaufte 1393 die Herrschaft Stará an Paul von Jenstein (Pavel z Jenšteina), dem im 15. Jahrhundert verschiedene Besitzer folgten.
Im 14. Jahrhundert wurde eine gotische Burg mit der Kapelle Johannes des Täufers errichtet. 1503 wurde die Herrschaft Stará von Johann Rašin von Riesenburg erworben und 1567 beim Verkauf an Christoph von Lobkowitz erstmals „Altenburg“ genannt. Vier Jahre später ging sie an dessen Schwiegersohn Georg Proskowski von Proskau über, der die Burg zu einem Renaissance-Schloss umbauen ließ. 1618 wurde die verschuldete Herrschaft von Wilhelm von Lobkowitz und 1628 von Albrecht von Waldstein erworben. Nach dessen Ermordung 1634 gelangte sie an die Adelsfamilie Schlick, die jedoch im benachbarten Kopidlno residierte. Nach dem Tod des kinderlosen Erwin Schlick erwarb 1906 Staré Hrady die Familie Weißenwolf, deren Tochter Henriette von Thurn und Taxis letzte Besitzerin wurde. 1921 ging die Herrschaft in Staatsbesitz über.
Obwohl die Schlossanlage zum Abriss bestimmt war, wurden 1960 umfangreiche Restaurierungen vorgenommen und nachfolgend eine Außenstelle des Literaturarchivs des Museums für das Nationale Schrifttum in den Gebäuden untergebracht.
1964 wurden die Gemeinden Staré Hrady und Sedliště vereint.

## Sehenswürdigkeiten
- Epitaphien für Angehörige der Adelsfamilien von Waldstein, von Riesenburg u. a. bei der Kirche.

## Söhne und Töchter der Gemeinde
- Karel Polák, Mitglied des Vorläufigen Theaters in Prag (Prozatímní divadlo) und Freund von Josef Kajetán Tyl
- Lidmila Šebková-Fedrová, Organisatorin des Frauenproduktionsvereins in Prag und erfolgreiche Schriftstellerin, die ihre Werke unter dem Pseudonym Anežka Hradská veröffentlichte.